# Невинсон, Кристофер
Кристофер Ричард Винни Невинсон (англ. Christopher R. W. Nevinson; 13 августа 1889, Лондон — 7 октября 1946) — английский художник.
Отец Кристофера был известным радикальным журналистом, мать — активисткой феминистского движения. Живопись будущий художник изучал в лондонской Школе изящных искусств Слейд, после её окончания работает в Париже журналистом и много рисует. Был известной фигурой во французском авангарде начала XX века. В 1911 году Невинсон открывает для себя кубизм, который оказал влияние на всё последующее творчество художника. В период перед началом Первой мировой войны увлекается вортицизмом и футуризмом. Ещё во время учёбы в школе Слейд Невинсон знакомится и завязывает дружеские отношения с лидером итальянских футуристов Томмазо Маринетти и основателем английского варианта футуризма под названием вортицизм Уиндхемом Льюисом.
В 1914 году, с началом войны, Невинсон, пацифист по убеждениям, добровольно записывается в медицинскую часть — чтобы не брать в руки оружие. После отправки его подразделения во Францию служит шофёром и санитаром на фронте, затем — в Третьем генеральном госпитале в Лондоне. В 1916 году, после заболевания ревматической лихорадкой, демобилизован с воинской службы как инвалид. Во время медицинской реабилитации художник написал несколько картин о фронтовой жизни, после чего был в 1917 году послан на Западный фронт в качестве «военного художника». В период между 1917 и 1918 годами Невинсон написал 60 «фронтовых» полотен, некоторые из которых были признаны настолько скандальными, что не выставлялись.

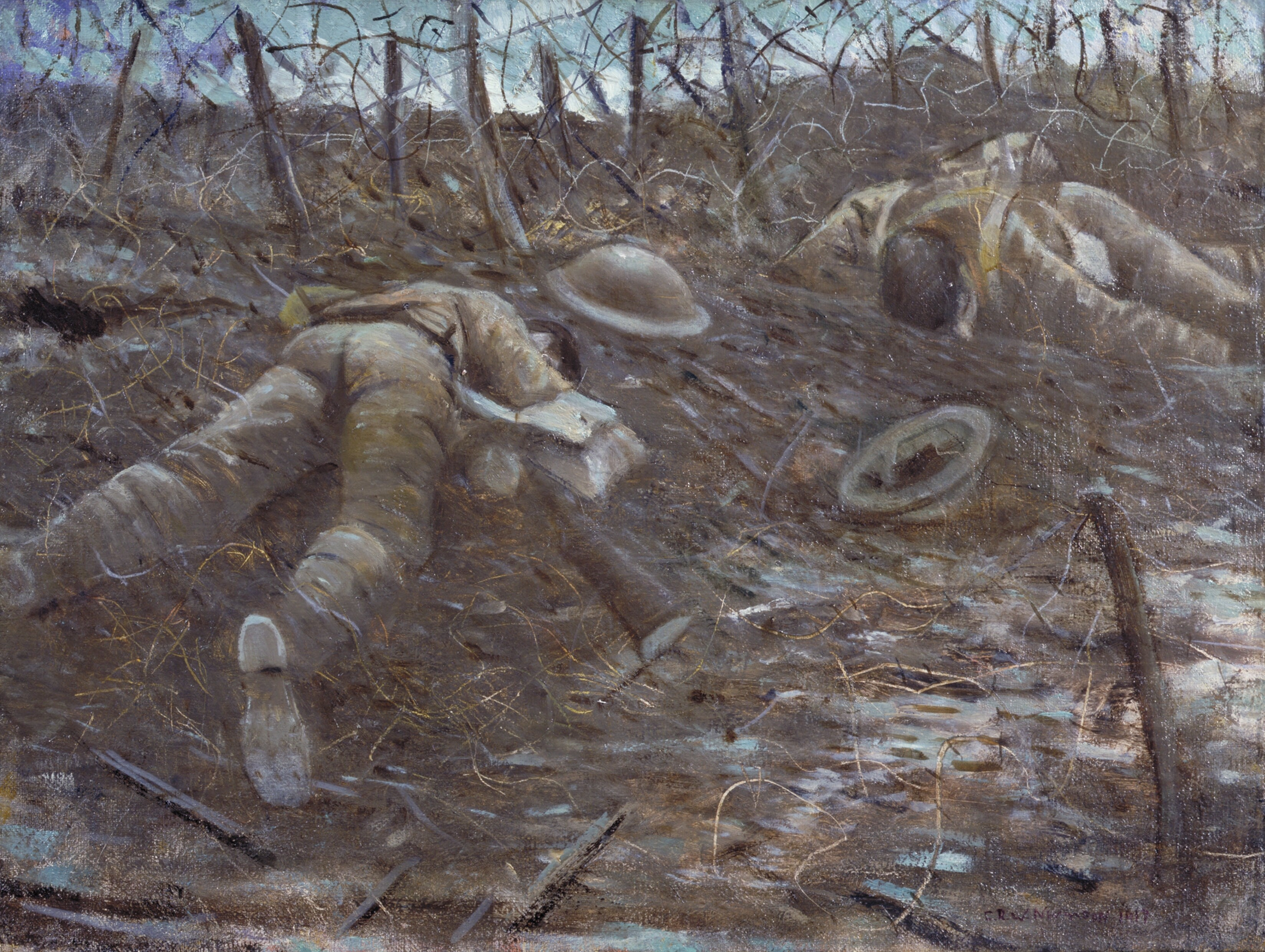
Путь славы (1917)

После окончания Первой мировой войны Невинсон создаёт в основном жанровые полотна, на которых изображены сценки из городской жизни. В 1937 году он публикует автобиографию «Paint and Prejudice». Во время Второй мировой войны Невинсон — вновь «военный художник».

## Галерея
- Невинсон К. Пулемёт (1915).